# Волгин, Сергей Васильевич
Сергей Васильевич Волгин (род. 5 мая 1960, Алма-Ата) — советский и казахстанский футболист, нападающий и тренер. Мастер спорта СССР (1986).

## Карьера

### Клубная
Воспитанник алма-атинского футбола, начал играть в команде АДК (1977—1978). Первая команда мастеров — новосибирский «Чкаловец» (2 лига, 1978—1979), в 1980 году играл в уральском «Уральце».
В 1980—1981 годах провёл три матча в высшей лиге за алматинский «Кайрат». В 1981—1983 годах вновь выступал во 2 лиге — в «Жетысу» Талды-Курган. В 1984 году вернулся в «Кайрат», за который выступал до 1989 года, в 1985 году вошёл в список 33 лучших футболистов под третьим номером. В сезоне 1985 года, выступая за «Кайрат», оформил хет-рик в ворота московского «Спартака». После этого сезона Константин Бесков пригласил его в клуб.
Первую половину сезона-1986 провёл в московском «Спартаке». Последние два сезона чемпионата СССР отыграл в «Металлурге» Запорожье.
В 1992 году вновь вернулся в «Кайрат», с которым стал чемпионом и обладателем кубка Казахстана.
Сам же Волгин в 1992 году был признан футболистом года в Казахстане.
Остаток карьеры отыграл в России, в «Текстильщике» (Камышин) (1993—1995, 1997) и «Факеле» (Воронеж) (1996).

### Тренерская
С 1998 года — на тренерской работе. Первое место работы — раменский «Сатурн», входил в тренерский штаб Сергея Павлова.
Работал в «Уралане» Элиста (2001—2004, тренером помогал тому же Павлову Сергею, а также Леониду Слуцкому, в последний год дважды был исполняющим обязанности главного тренера). Однако имел предложения работать с тем же Павловым в «Шиннике», а Слуцкий звал работать в дубль ФК «Москва».
Затем работал главным тренером в казахстанских клубах «Иртыш» (Павлодар) (2005—2007), «Атырау» (2008), «Карасай Сарбаздары» (Каскелен) (2008), «Кайрат» (Алма-Ата) (2009—2010), «Кайсар» (Кызыл Орда) (март 2013—2014), «Кайсар» вывел в высший дивизион.
В июне 2014 года Волгин возглавил уральский «Акжайык». Но через год был уволен, по его мнению, за критическое интервью в газете. В сезоне 2014 года в первой лиге команда заняла 5-е место и не вышла в Премьер-лигу.
Имеет лицензию «Pro». Эта лицензия помогла ему стать номинальным главным тренером воронежского «Факела» в июле 2018 года ввиду того, что у Игоря Пывина, который де-факто руководил командой, не было лицензии Pro. В январе 2019 после обретения Пывиным тренерской лицензии Волгин перешёл на должность тренера, а 1 апреля 2019 покинул команду.

## Достижения

### Командные
«Спартак»
- Бронзовый призёр чемпионата СССР 1986

«Кайрат»
- Чемпион Казахстана 1992
- Обладатель Кубка Казахстана 1992

### Личные
- Лучший футболист Казахстана: 1992,